# Be Ball
Chew Man Fu fue lanzado en Japón como Be Ball (ビーボール Bībōru?), es un videojuego de acción que fue desarrollado por Hudson Soft y Now Production. Fue lanzada por Hudson para PC Engine en Japón en 30 de marzo de 1990. También fue relanzada i-revo en 2006, la Consola Virtual de Wii en 2007 y la de Wii U en 2014.
- Datos: Q5094488